# SixTONES
SixTONES (ストーンズ Sutōnzu, pronunciat com Stones, en anglès) és una banda idol masculina japonesa formada per sis membres de l'agència de talents Johnny & Associates l'any 2015. Va debutar oficialment amb Sony Music el 22 de gener de 2020.

## Història
El grup va ser format l'any 2015 durant el Johnny's Ginza. El seu nom, segons s'explicà, derivava de les paraules de l'angès stone i tone, atorgant el significat «els sis colors primaris del so», perquè cadascun dels seus membres pugui tenir la seva personalitat. Des del març de 2019 han aparegut al canal oficial de Youtube dels Johnny's Jr., la secció de l'agència on hi ha els aspirants a debutar.
El juny de 2019 s'acordà el seu debut entre Hideaki Takizawa i el president de Johnny & Associates Johnny Kitagawa, poc abans de la seva mort. El debut fou anunciat al Johnny's Jr. 8.8 Festival al Tokyo Dome el 8 d'agost de 2019, incloent-hi, a més, una gira nacional que durarà fins a l'any 2020, passant per diferents estadis i sales del Japó. També s'anuncià, l'obertura d'un canal de Youtube, suposant una graduació del grup de Jonnny's Jr. i un Instagram propi, que van començar a funcionar el mateix dia. Aprofitant l'avinentesa de la creació del canal, el novembre del mateix any va sortir al canal el vídeo musical promocional JAPONICA STYLE, produït per Takizawa, que va rebre milions de visites.
A través de Youtube el 23 d'octubre el grup feu saber que debutarien amb el segell discogràfic Sony Music. El debut, de fet, va ser es va realitzar alhora que el de Snow Man, un altre grup de la secció Junior, cosa inèdita abans a la companyia. L'anunci es va fer commemorant l'aniversari del recentment mort president Kitagawa. Ambdues formacions van col·laborar amb dues cançons als seus respectius senzills, que va sortir a la venda el 22 de gener de 2020, sent les dues cançons esmentades SixTONES VS Snow Man i Snow Man VS SixTONES.

## Membres
El grup es compon de sis membres:
- Jesse (ジェシー, Tòquio, 11 de juny de 1996)
- Taiga Kyomoto (京本大我, Tòquio, 3 de desembre de 1994)
- Hokuto Matsumura (松村北斗, Shizuoka, 18 de juny de 1995)
- Yugo Kochi (高地優吾, Kanagawa, 8 de març de 1994)
- Shintaro Morimoto (森本 慎太郎, Kanagawa, 15 de juliol de 1997)
- Juri Tanaka (田中樹, Chiba, 15 de juny de 1995)

## Discografia
- Imitation Rain / D.D. (22 de gener de 2020), col·laboració amb Snow Man[5]
- NAVIGATOR (22 de juliol de 2020)[6]